# Чернышово (Кемеровская область)
Чернышово — деревня в Тяжинском районе Кемеровской области. Входит в состав Кубитетского сельского поселения.

## География
Центральная часть населённого пункта расположена на высоте 218 метров над уровнем моря.

## Население
По данным Всероссийской переписи населения 2010 года, в деревне Чернышово проживает 102 человека (49 мужчин, 53 женщины).